# 大門一也
大門 一也（だいもん かずや、1962年〈昭和37年〉10月23日 - ）は、東京都出身の歌手、作曲家、編曲家。本名は同じであるが読みは「おおかど かずや」。

## 略歴
1988年、徳間ジャパンコミュニケーションズよりデビュー。
1990年より作曲・編曲家としても活動を始め、郷ひろみや光GENJIなどに楽曲を提供した。
1998年、田中昌之と共に『ウルトラマンガイア』の主題歌を担当。同年『快進撃TVうたえモン』に出演し、クリスタルキングでかつて田中と共にツインボーカルを務めたムッシュ吉﨑の代役として『北斗の拳』の主題歌「愛をとりもどせ!!」もライブで歌唱した。
1999年、Project DMMを結成。多くの楽曲で作曲や編曲も手掛けている。
幸福の科学の会員で、映画『永遠の法』（2006年公開/幸福の科学出版ホームページ）のテーマソング「幸福の天の河」、「永遠の不思議」の歌唱者としてクレジットされている。その他、幸福の科学関連でも数多くの作曲や編曲を手掛けている（JASRACデータベース参照）。
2009年8月30日執行の第45回衆議院議員総選挙に東京都第7区から幸福実現党公認候補として出馬、落選した。

## ディスコグラフィー
Project DMMの曲は別項を参照。

### シングル
- 『GET READY』（1988年3月25日発売/10JC-276/7JAS-94）
  1. GET READY（「オーツタイヤ FALKEN KID'S CF」イメージソング）
  2. GET READY 英語バージョン
- 『X(くずれな)くて、X(ゴメン)。』（1988年7月25日発売/10JC-312）
  1. X(くずれな)くて、X(ゴメン)。（「コーセー化粧品'88スキーンビューティー」テーマソング）
  2. リザーヴはしない季節
- 『恋人が恋人でなくなる時』（1993年7月25日発売/WMD3-3030）
  1. 恋人が恋人でなくなる時
  2. 僕たちのエボリューション
- 『my life』（1994年6月25日発売/WPD2-7703）
  1. my life
  2. Ten years ago
- 『ウルトラマンガイア!』（1998年9月23日発売/TYDY-2120）※田中昌之&大門一也名義
  1. ウルトラマンガイア!（『ウルトラマンガイア』オープニングテーマ）
  2. ガイア ノ チカラ（『ウルトラマンガイア』挿入歌）
  3. ウルトラマンガイア!<オリジナルカラオケ>
  4. ガイア ノ チカラ<オリジナルカラオケ>
- 『天御祖神の降臨』（2021年7月21日発売/W2001）
  1. 天御祖神の降臨
  2. 天御祖神の降臨(Instrumental)

### アルバム
- 『X(CUT)』（1988年8月25日発売/32JC-320/28JAL-3168）
  1. X(くずれな)くて、X(ゴメン)。
  2. GET READY
  3. MOVING
  4. 1000と1のGOOD BYE
  5. リザーヴはしない季節
  6. YOUR EYES
  7. GET READY [DUB MIX VERSION]
  8. X(くずれな)くて、X(ゴメン)。 [JUMPING POWER MIX VERSION]
  9. 1000と1のGOOD BYE [EXTENDED MIX VERSION]
- 『恋人が恋人でなくなる時』（1993年8月25日発売/WMC3-40）
  1. 僕たちのエボリューション
  2. 愛が見えない
  3. 夏が終わる
  4. 多くのものを失したあとで
  5. 恋人が恋人でなくなる時
  6. モーニングムーン
  7. 微笑が悲しくなったとしても
  8. 元気でいれば
  9. 想いをとどけて
  10. I LOVE YOU

### その他
- ぴーひょろ一家（1987年）
  - SPIRITUAL TOUR（イメージソング）
  - カタルシス踊る夜は（イメージソング）
- ご近所物語（1996年）
  - ジレンマだよな（イメージソング/作編曲・歌）
- 新世紀GPXサイバーフォーミュラSAGA（1996年）
  - Eternal Quest（イメージソング/作編曲・歌）
  - Glourious（挿入歌/作編曲・歌）
  - RHYTHM RED（挿入歌/作編曲・歌）
- 特捜戦隊デカレンジャー（2004年）
  - プリマハム デカレンジャーソーセージCMソング（サントラ収録）
- 魔法戦隊マジレンジャー（2005年）
  - プリマハム マジレンジャーソーセージCMソング（未CD音源化）
- 轟轟戦隊ボウケンジャー（2006年）
  - プリマハム ボウケンジャーソーセージCMソング（未CD音源化）
- 獣拳戦隊ゲキレンジャー（2007年）
  - プリマハム ゲキレンジャーソーセージCMソング（未CD音源化）
- 全力ウサギ（2008年）
  - 全力Dash!（オープニングテーマ）※全力DG parsons（五條真由美＆大門一也）名義
  - 全力の詩（エンディングテーマ、作詞・作曲・歌）※全力DG parsons（五條真由美＆大門一也）名義
- NECロケッツ・テーマソング（Vリーグバレーボールチーム「NECレッドロケッツ･NECブルーロケッツ」公式応援ソング）※田中昌之&大門一也名義

### 幸福の科学関連
- 東の国に生まれて
- ミラクル（歌）
- 風の理想（歌）
- 愛しのアフロディーテ（歌）
- 永遠の不思議（歌）
- 幸福の天の河（歌）

## 楽曲提供
- i-chips
  - 自立進行形（2003年、『オタスケガール』オープニングテーマ）
  - Help!オタスケガール!!（2003年、『オタスケガール』エンディングテーマ）
  - 恋するboy～前略ウルトラマンボーイ様～（2003年、『ウルトラマンボーイのウルころ』エンディングテーマ）
- 石塚早織
  - 永遠に（1996年、ドラマCD『八雲立つ』挿入歌）
- 石原慎一
  - Cool Cool ダンディ（1992年、『ドラゴンボールZ』イメージソング）
- 上田祐司
  - Never Get Away（1996年、『ふしぎ遊戯』イメージソング）
  - 夜想曲（1996年、『ふしぎ遊戯』イメージソング）
- CaYOCO
  - Identity Crisis（1996年、『新世紀GPXサイバーフォーミュラSAGA』オープニングテーマ）
  - Identity Crisis (Re-MIX Version)（1996年、『新世紀GPXサイバーフォーミュラSAGA』イメージソング）
- 郷ひろみ
  - ほかの誰かに愛されるより（1993年、アルバム「LUNA LLENA」収録）
- GOLDEN BREEZE
  - 同じ時代
  - 永遠の輝きを求めて
- 坂本千夏
  - Perfect World（1997年、『ふしぎ遊戯 第二部』イメージソング）
- C.C.ガールズ
  - ブラインド・コンプレックス（1992年、アルバム「Comin'」収録）
- 杉田智和
  - 友よ、夢の彼方に:グラディオンのテーマ（2001年、『電脳冒険記ウェブダイバー』挿入歌）
- Trade Love
  - Seaside Love（1995年、アルバム「Paradise door」収録）
  - Surf-riding Dream（1995年、アルバム「Paradise door」収録）
  - ひき潮（1995年、アルバム「Paradise door」収録）
  - Sunny Summer Days（1995年、アルバム「Paradise door」収録）
- NAWNAW
  - Dearness（1999年、エンジェルリンクスOP「All My Soul」c/w）
- 光GENJI
  - 君とすばやくSLOWLY（1993年）
  - エルドラドに彼はいない（1993年、アルバム「SPEEDY AGE」収録）
  - 一度だけ言うけど（1993年、アルバム「SPEEDY AGE」収録）
  - Maybe Tomorrow（1993年、アルバム「SPEEDY AGE」収録）
- 光GENJI SUPER 5
  - THE LONG AND WINDY ROAD（1995年、アルバム「Someone Special」収録）
- 日比野景
  - Dream to Dream（1996年、『新世紀GPXサイバーフォーミュラSAGA』イメージソング）
- マリーン
  - TIME TO SAY GOODBYE（1990年、アルバム「Marlene」収録）
- 南青山少女歌劇団
  - チャンス到来（1993年、「涙なんか…」c/w）
- MEYOU
  - BURNING LOVE（1992年、アルバム「MUSEUM」収録）
- 諸星和己
  - CRAZY ON YOU（1994年、アルバム「RA・KU・GA・KI」収録）
- 和久井映見
  - 空飛ぶシーツの日（1992年、アルバム「だれかがあなたにキスしてる」収録）
  - 雪になるかもしれない（1992年、アルバム「だれかがあなたにキスしてる」収録）
  - フォト・スタンド（1993年、「PEARLY」収録）
- 幸福の科学関連
  - 愛のレボリューション（作曲・歌）
  - 幸福の革命（作曲・歌）
  - 御仏と共に（作曲・歌）
  - 輝ける光のなかで（作曲・歌）

## 編曲
- i-chips
  - 夢みるチカラ（2002年）
- 宮原理和子
  - DA・LI・A（1999年、『星方天使エンジェルリンクス』挿入歌）

## 音楽担当作品
- オタスケガール（2003年）[1]